# Minúscula 57
Minúscula 57 (en la numeración Gregory-Aland), δ 255 (Soden) es un manuscrito griego en minúsculas del Nuevo Testamento, en hojas de pergamino. El manuscrito es lagunoso. Tiene notas marginales.

## Descripción
El códice contiene la totalidad del Nuevo Testamento, excepto el Apocalipsis, en 291 hojas de pergamino (tamaño de 22.5 cm por 19 cm), con dos lagunas (Marcos 1:1-11 y el final). Las hojas están dispuestas en cuartos (cuatro hojas en cuadernillo). El texto está escrito en una columna por página, 25 líneas por página. Los Salmos e Himnos siguen a las Epístolas. Las letras iniciales y los tocados están iluminados. Cuenta con acentos y respiraciones, los nomina sacra están escritos de forma abreviada. El manuscrito está escrito en letras minúsculas hermosas con abreviaciones. Las letras iniciales están en oro.
Contiene listas de los κεφαλαια (tablas de contenido) antes de los Evangelios de Mateo, Lucas y Juan. El texto está dividido de acuerdo con los κεφαλαια (capítulos), cuyos números se dan en el margen, y sus τιτλοι (títulos) en la parte superior de las páginas. Contiene marcas de leccionario al margen en rojo (para uso litúrgico), pero añadidas por una mano posterior.
El orden de los libros: Evangelios, Hechos, epístolas generales, epístolas paulinas, Salmos, e himnos.

## Texto
El texto griego de este códice es representativo del tipo textual bizantino. Aland lo colocó en la Categoría V.
No fue examinado usando el Perfil del Método de Claremont.

## Historia

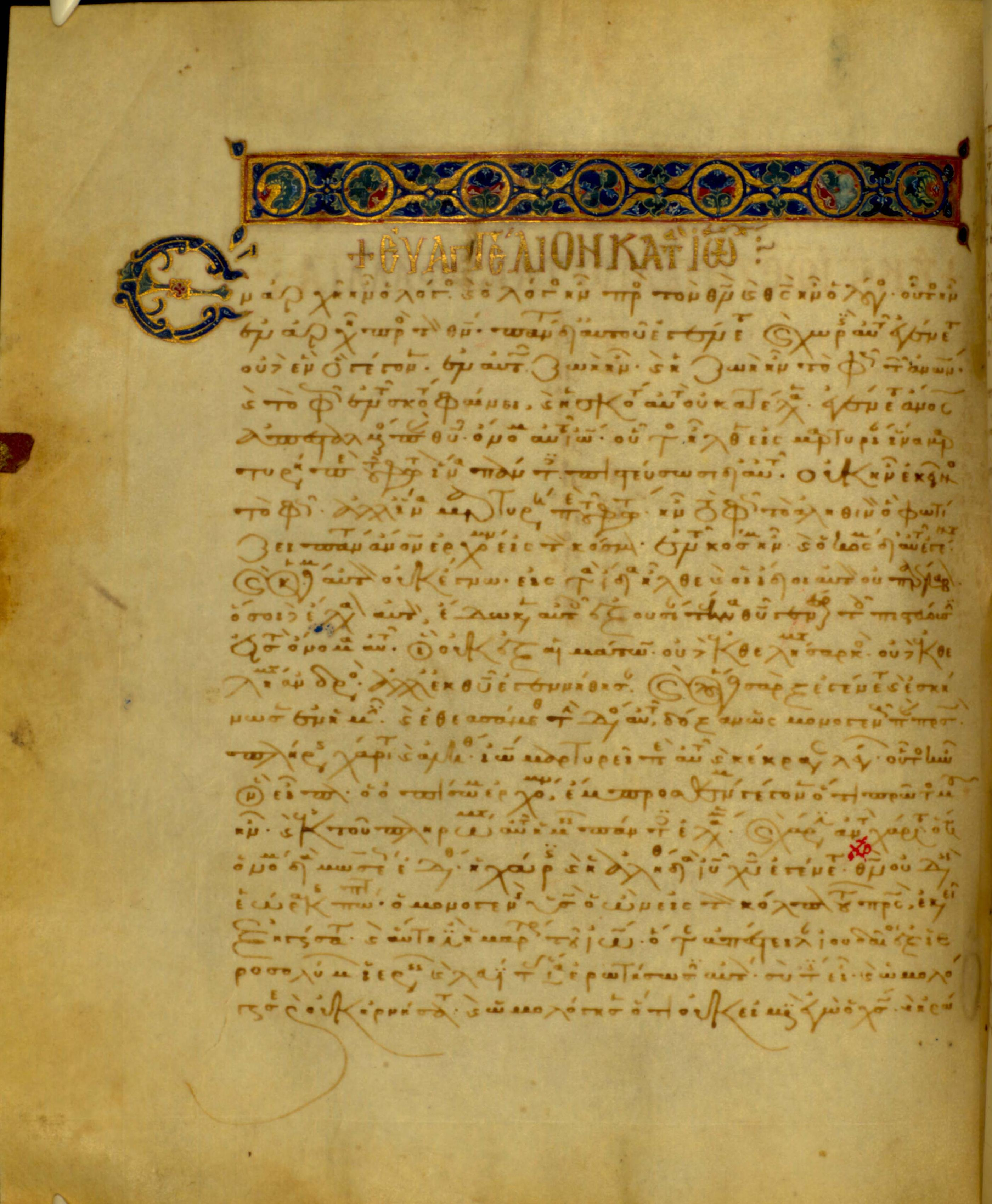
Folio 91 (verso), con la primera página del Juan.

El manuscrito fue escrito en Constantinopla, en el tercer cuarto del siglo XII, con adiciones escritas a finales del siglo XIV, incluyendo una nota relativa a Epiro.
Walton lo utilizó para una Políglota (como Magd. 1). Henry Hammond recopiló el manuscrito en dos ocasiones. También fue examinado por Wettstein (en 1715), Orlando T. Dobbin, John Mill, y C. R. Gregory (en 1883).
Actualmente se encuentra en el Magdalen College (Gr. 9), en Oxford.

## Lectura adicional
- Orlando T. Dobbin (1854). Collation of the Codex Montfortianus. Londres. pp. 28-30.
- Gregory, Caspar René (1900). Textkritik des Neuen Testaments 1. Leipzig: J.C. Hinrichs'sche Buchhandlung. pp. 141-142.